# Phaonia cercoechinata
Phaonia cercoechinata este o specie de muște din genul Phaonia, familia Muscidae, descrisă de Fang și Fan în anul 1986.
Este endemică în Sichuan. Conform Catalogue of Life specia Phaonia cercoechinata nu are subspecii cunoscute.